# کین‌بریک (کالیفرنیا)
کین‌بریک (به انگلیسی: Canebrake) یک منطقهٔ مسکونی در ایالات متحده آمریکا است که در شهرستان کرن، کالیفرنیا واقع شده‌است. کین‌بریک ۹۲۴ متر بالاتر از سطح دریا واقع شده‌است.